# Tiberi Claudi Donat
Tiberi Claudi Donat, en llatí Tiberius Claudius Donatus, és el nom que apareix en les edicions més completes de l'obra de Virgili, una vida del poeta tituada Tiberii Claudii Donati ad Tiberium Claudianum Maximum Donatianum filium de P. Virgilii Maronis Vita (Tiberi Claudi Donat, fill de Tiberi Claudià Màxim Donacià, sobre la vida de P. Virgili Maró).
No se'n sap res de Donat, però se suposa que algun gramàtic que va florir cap al segle v podria haver elaborat una biografia de Virgili que formés la base d'aquesta obra, que en la seva forma actual és farragosa i inútil, explica anècdotes i faules frívoles en un to infantil, afegides per algú ignorant del tema. Alguns autors haurien afegit aquestes anècdotes de forma poc hàbil i el conjunt sembla un batibull heterogeni.